# Madeliefbekje
Het madeliefbekje (Anarrhinum bellidifolium) is een kruidachtige plant uit de weegbreefamilie (Plantaginaceae), die voornamelijk in westelijk Zuid-Europa voorkomt.

## Naamgeving enetymologie
- Synoniemen: Anarrhinum anarrhinum Druce, Anarrhinum linnaeanum Jord. & Fourr., Anarrhinum lusitanicum Jord. & Fourr., Anarrhinum violaceum Dulac, Antirrhinum bellidifolium L., Dodartia linaria Mill., Linaria bellidifolia (L.) Dum.Cours., Simbuleta bellidifolia (L.) Kuntze, Simbuleta bellidifolia (L.) Wettst. in Engl. & Prantl, Simbuleta lusitanica (Jord. & Fourr.) Merino

- Engels: Daisy-leaved Toadflax
- Frans: Anarrhinum à feuillels de pâquerette, Muflier à feuilles de pâquerette
- Spaans: Acicates de olor, Linaria olorosa de flores azules

De soortaanduiding bellidifolium is afgeleid van het Latijnse 'bellis' (het madeliefjesgeslacht) en 'folium' (blad), naar de vorm van de bladeren.

## Kenmerken
Het madeliefbekje is een tweejarige of overblijvende plant. De bloemstengel wordt tot 80 cm lang, is rechtopstaand, onbehaard, onvertakt of weinig vertakt en dicht bebladerd. Aan de basis draagt de plant een bladrozet met eironde tot spatelvormige bladeren, onregelmatig getand, en hogerop de stengel handvormig gedeelde bladeren met lancetvormige slipjes.
De bloeiwijze is een langgerekte, ijlbloemige tros. De bloemen worden ondersteund door korte schutblaadjes die amper tot aan de kelk reiken. De kelk is tot 2 mm lang, diep verdeeld in 5 gelijke, lijnvormige lobben. De bloemkroon is tot 5 mm lang, lichtblauw tot violet, buisvormig, achteraan uitlopend op een kort, teruggebogen spoor, naar voor openend door middel van twee bloemlippen, een bovenste tweelobbige lip en een onderste drielobbig. Er zijn vier meeldraden en een bovenstandig vruchtbeginsel. De vrucht is een halfbolvormige doosvrucht.
Het madeliefbekje bloeit van april tot juni.

## Habitaten verspreiding
Het madeliefbekje komt vooral voor op droge, zandige, silicaatrijke bodems, zoals in stenige wegbermen, graslanden en droge rivierbeddingen, van 400 tot 1.400 m hoogte.
De plant komt voor in het zuidwesten van Europa, van Portugal en Spanje tot in Midden-Frankrijk, Zuid-Duitsland, Zwitserland en Noord-Italië.